# NGC 5026
NGC 5026 é uma galáxia espiral barrada (SBa) localizada na direcção da constelação de Centaurus. Possui uma declinação de -42° 57' 41" e uma ascensão recta de 13 horas, 14 minutos e 13,4 segundos.
A galáxia NGC 5026 foi descoberta em 5 de Junho de 1834 por John Herschel.